# Кимпенешть
Кимпенешть, Кимпенешті (рум. Câmpenești) — село у повіті Клуж в Румунії. Входить до складу комуни Апахіда.
Село розташоване на відстані 327 км на північний захід від Бухареста, 10 км на північний схід від Клуж-Напоки.

## Населення
За даними перепису населення 2002 року у селі проживали 54 особи, з них 51 особа (94,4%) румунів. Рідною мовою 52 особи (96,3%) назвали румунську.